# Pachra
Pachra (rusky Пахра) je řeka v Moskevské oblasti v Rusku. Je dlouhá 135 km. Plocha povodí měří 2 580 km².

## Průběh toku
Její tok je velmi členitý. Ústí zprava do řeky Moskvy (povodí Volhy) na 120 říčním kilometru.

### Přítoky
Hlavním přítoky jsou zprava Moča a zleva Děsna.

## Vodní režim
Zdroj vody jsou převážně sněhové srážky. Průměrný roční průtok vody ve vzdálenosti 36 km od ústí činí 9,95 m³/s. Zamrzá v listopadu až v prosinci a rozmrzá na konci března až v dubnu. Od konce března do začátku května dosahuje nejvyšších stavů.

## Využití
Na řece leží města Gorki Leninskije a Podolsk. Je využívána turisty.